# Aspidoscelis motaguae
El huico gigante (Aspidoscelis motaguae) es una especie de lagarto que pertenece a la  familia Teiidae. Es nativo de México, Guatemala, El Salvador y Honduras. Su rango altitudinal oscila entre 175 y 1200 m s. n. m..